# 扈累
扈 累（こ るい、生没年不詳）は、中国後漢末期から三国時代にかけての隠者。字は伯重。涼州京兆郡の人。

## 略歴
初平中期、青牛先生という山東（崤山以東の地域）人で、字を正方という人物が三輔を訪れていた。天文、占術、鳥卜に通暁していたほか、青葙や芫華といった植物を常食していた。見た目は5、60代だが、実際はすでに100歳を過ぎているといわれていた。扈累は40歳過ぎの時に青牛先生のもとで学び、その術を会得したという。妻帯者だが、子はいなかった。
建安16年（211年）、三輔の混乱を受けて、青牛先生に従い漢中に移ったが、漢中が戦禍を被るに至って蜀に入る際、青牛先生と離れ離れになり、徙民と一緒になって鄴に向かった。その際に疫病で妻を失った。
黄初元年（220年）、再び徙民と行動をともにし、今度は洛陽に赴いたが、再婚はついにしなかった。ひとりで道端におり、細長い瓦で障子（建具）を作り、その内側で寝食した。日中は思索に耽り、夜は星を仰いで、内書（方術の書）を吟じた。それについて人に質問されても、何も話そうとしなかった。
嘉平中期には年齢が8、90歳に至っていたにもかかわらず、外見は4、50代の中年のようだった。扈累が老いて独り身であることを理由に、県官は日に5升の糧食を配給したが、それでは足りなかったため、かなりのこと傭作（雇人として働くこと）して不足分を補い、また食料がなくなる度に働きに出た。しかし人から与えられると受け取らなかった。加えて、衣食の良し悪しに頓着する様子もなかった。そして1、2年後に死んだ。